# Carles Aulí i Vila
Carles Aulí i Vila (Olot, 7 de juny de 1947) és un pedagog, escriptor i activista social.

## Etapa de formació
Fill d'una família de treballadors, estudià a l'escola pública Malagrida i després a l'Escola Pia de la seva ciutat. A catorze anys, el 1961, ingressà per cursar el batxillerat tècnic a la Universitat Laboral de Tarragona una institució creada pel franquisme.
Interessat vivament per l'educació, seguidament cursà estudis a l'Institut de Girona. El 1966 esdevingué alumne de la Universitat de Barcelona per estudiar Pedagogia. Allà coincidí amb Glòria Llinàs, Natàlia Camí, Lluís Tarín, Josep González-Agàpito o Joaquim Franch. Enfront de la pedagogia academicista, que en general, s'ensenyava, Aulí impulsà amb altres companys la creació d'un seminari d'autoformació i amb voluntat de connectar amb els novells corrents de l'educació. Tingué, malgrat tot, alguns professors que obrien noves visions com ara els professors Alexandre Sanvicens i Nicanor Ancochea i Hombravella. Aquest darrer oferí un ampli bloc de classes per fer conèixer les propostes de Carl Rogers, les quals marcarien profundament la visió pedagògica de Carles Aulí.
Aulí defensava que calia acompanyar els estudis acadèmics amb l'experiència i la pràctica en el món educatiu."Durant aquells anys, van ser tan importants els estudis universitaris com el contacte amb nois i mestres, bons mestres, especialment els de Rosa Sensat" afirma Carles Aulí valorant l'etapa de la seva formació.
Des de 1965, compaginant-ho amb els estudis a la facultat, col·laborà amb l'Escola Laietana. Allà assistí a una conferència de Marta Mata que li obrí nous horitzons i el convidaria a assistir a la primera Escola d'Estiu de 1965. Les Escoles d'Estiu foren l'element cabdal en la seva formació. També les llargues hores d'estudi sobre el fons de la Biblioteca Municipal d'Educació, creada per Artur Martorell. La qual, en mig de la dictadura franquista, servava la memòria i els mètodes del primer Moviment de Renovació Pedagògica del primer terç del segle xx. Posteriorment treballà a l'Escola Mediterrània i a l'Escola Tramuntana, a les barraques del barri del Carmel a Barcelona. Escoles que portaren l'educació activa a barris obrers i de persones que havien emigrat des de zones empobrides d'Espanya a la recerca de treball i una vida digna.

## El lleure, un àmbit educatiu. L'escoltisme i el Servei de Colònies de Vacances
El pas de Carles Aulí per l'escoltisme és l'origen del seu interès i dedicació a la pedagogia. Vinculat des dels tretze anys a l'Agrupament Escolta Nostra Dona d'Olot, amb el pas dels anys, entre 1977 i 1983, en fou el cap d'agrupament.
Per Aulí l'escoltisme "té els seus alts i baixos, però continua viu i jo me l'estimo molt. Hi ha gent que ho veu com a molt militaritzat o com una cosa molt puritana, però és perquè no ho coneixen. Per a mi, encara és vàlida aquella màxima de l'escoltisme que diu que hem de fer el món una mica millor de com l'hem trobat."
Carles Aulí que coneixia la positiva tasca de les colònies del primer terç del segle xx, entre 1965 i 1971 formà part de l'equip directiu del Servei de Colònies de Vacances de Barcelona, conjuntament amb Alfons Martinell, Eduard Delgado, Joaquim Franch, Lluís Tarin o Roser Batllori entre d'altres. Aquest equip va reorientar profundament les colònies d'estiu de Càritas i impulsà un ampli moviment d'educació del lleure. No sols amb les colònies, també crearen els casals que donaven continuïtat a la seva obra educativa durant l'any.. El lleure s'oferia com un temps altament educatiu i amb àmplies possibilitats formatives per als nois i noies. En el temps que passà al Vendrell col·laborà àmpliament en la formació de monitors que es portava a terme a la casa de colònies Artur Martorell.

## El concepte d'educació de Carles Aulí
El concepte i la tasca educativa de Carles Aulí parteixen del reconeixement de la bondat de la persona humana i de la seva capacitat natural de créixer, aprendre i socialitzar-se. Carles Aulí és un atent lector de Rousseau o Lluís Duch i un ferm seguidor de Freinet. Visions que impregnen els seus plantejaments educatius i didàctics renovadors i participatius. Des del respecte vers l'educand i des del foment de la seva iniciativa i interessos. "Hi ha tresors amagats dins de cada persona i si hi entres en contacte, pot ser extraordinari i explosiu. Tothom té una part positiva que els altres podem aprendre", afirma.
Com s'ha dit, Aulí troba en l'enfocament de Carl Rogers la pauta per a una relació entre educador i educant que meni a un aprenentatge participatiu i al creixement personal d'un i altre. Partint de què l'ésser humà té un desig natural per aprendre i que s'aprèn a través de la pròpia experimentació.

## L'obra educativa a l'IES La Garrotxa
El 1973 era professor interí a l'Institut del Vendrell. Allà palesà les importants dificultats de renovació de l'ensenyament secundari públic.
Retornat a Olot, el 1978 es va incorporar a la llavors Escola de Formació Professional d'Olot que esdevindria, anys després, l'Institut d'Educació Secundària La Garrotxa. Intervé en la conformació originària del centre i del seu programa educatiu. Basat en el treball d'equip i en la participació. Allà iniciaria una llarga etapa, de trenta anys, com a docent amb l'horitzó posat en proporcionar una educació integral i humanista als nois i noies.
Sosté que "per fer de mestre has d'estar llegint, estudiant, pensant constantment, per poder estar en forma i servir millor als alumnes. Penso que la cultura és el tresor dels pobles" tot afegint que "si no estàs en forma intel·lectual, moral i, fins i tot, física, és més difícil fer de mestre. Hi ha preguntes que no tenen resposta fàcil ni definitiva i has d'anar buscant i reflexionant constantment"
Aulí i el seu equip es plategen una formació individualitzada inserida en una educació global de l'ésser humà sobre la base de l'humanisme i els valors de justícia social i solidaritat del cristianisme. Com assenyala Albert Bramon "El mètode era senzill: només feia falta que els professors fóssim mestres, i el centre, un institut i escola alhora". L'objectiu era "fer dones i homes nous, volíem que els nois aprenguessin activament a través de la pròpia pràctica, volíem grans científics, polítics, pensadors i, sobretot, gent pacífica i compromesa amb el món que ens envoltava".

## El compromís social de l'educador
Carles Aulí portarà a teme a una tasca d'acció social sigui a l'escola sigui a la societat. En aquesta línia es mou la seva participació a l'escoltisme o explicant "Pedagogia de la religió", el 1998, a l'Institut Superior de Ciències Religioses de Girona o a diverses entitats i iniciaves socials.
Cal assenyalar, també, com Carles Aulí es plateja utilitzar el mitjans de comunicació com a eines d'educació social. Així participà, entre 1982 i 210, en la fundació i en l'equip de redacció d' Alimara revista olotina de pensament, opinió i reflexió.
Estigué al capdavant de Càritas d'Olot, entre 1993 i 1998, on plantejà fer més allà de la tasca assistencial des d'un clima de solidaritat i gestió compartida. Així mateix, Aulí serà el pioner en organitzar cursos d'alfabetització per a la nova i multicultural immigració que va arribant a la Garrotxa cercant una vida més digna, Pensa que el compromís d' educació social "es tracta d'entendre i viure que tots estem sotmesos a uns drets i uns deures per igual perquè la condició de provisionalitat, pelegrinatge i contingència ens afecta conjuntament". Així docs, aquesta educació com a servei als altres "cal considerar-ho un deure de reciprocitat".

## Reconeixements a la seva tasca educativa
La tasca educativa de Carles Aulí a merescut els següents reconeixements:
Premi Ramon Lull 1980; premi Baldiri Reixac 1981; premi Ciutat d'Olot de Ciències Socials. 1982; premi CIRIT de la Generalitat de Catalunya 1982; premi Pau Vila (accèssit) 1985 i premi Mestres 68 - Associació de Mestres Rosa Sensat. 2009.

## Publicacions
- Eines i oficis (amb Glòria Llinàs). Olot : Ajuntament, 1982. (1987 2a edició)
- Nadales olotines. Olot : "El Tòrcul i les Lletres", 1982
- Les ordenances del campaner. Olot: 1983
- Fem memòria. Olot : Edicions Municipals, 1985..
- El dibuix i la mirada. Olot: 1986.
- Llar de foc : comentaris adreçats al mestre.. Olot: 1984.